# Qurdi-Aszur (gubernator Raqamatu)
Qurdi-Aszur (akad. Qurdi-Aššur, tłum. „Heroizm/bohaterstwo Aszura”) – wysoki dostojnik, gubernator prowincji Raqamatu za rządów asyryjskiego króla Salmanasara III (858-824 p.n.e.). Według asyryjskich list i kronik eponimów w 836 r. p.n.e. pełnił urząd limmu (eponima).